# Prison Insider
Prison Insider est une organisation non gouvernementale française dont l'objet principal est la mise à disposition d'un site web regroupant des données relatives à l’état des prisons et à la condition carcérale dans le monde, pays par pays. Les informations sont disponibles en accès libre, en français, anglais et en espagnol.
Fondée en 2015 par Bernard Bolze, par ailleurs fondateur de l'Observatoire international des prisons en 1990, la mise en ligne du site a été progressive à partir de 2016.
En 2022, l'association est co-présidée par l'avocate Roksana Naserzadeh et l'avocat Eric Jeantet, ancien Bâtonnier de Lyon.

## L'indicateurPrison Life Index
Prison Insider travaille au développement du Prison Life Index ("indice de notation de la vie en prison"), permettant de comparer les situations entre pays, utilisant des données relatives à de multiples critères comme l'accès au droit, le maintien des liens familiaux, l'accès à la nourriture, la sécurité des individus incarcérés, leur sommeil, etc.
L'élaboration de cet indice est réalisée en partenariat avec le Laboratoire d'analyse et modélisation de systèmes pour l'aide à la décision (Lamsade, CNRS, université Paris-Dauphine), le Centre d'études et de recherche sur la diplomatie de Sciences Po Grenoble, ainsi qu'avec le Centre de recherche en droit pénal de l'Université libre de Bruxelles et avec le LIRSA (Laboratoire interdisciplinaire de recherches en sciences de l’action) au CNAM,.
L'indicateur sera inutile à évaluer l'évolution de la situation carcérale, au cours d'évènements comme la pandémie de Covid-19 ou encore la guerre en Ukraine (situation des prisonniers de droit commun en Ukraine).